# شیلاله
شیلاله (به لاتین: Šilalė) در لیتوانی با جمعیت ۶٬۱۵۷ نفر است که در شهرستان تاوراگه واقع شده‌است.